# Jean Dercourt
Pour les articles homonymes, voir Dercourt.
Jean Dercourt, né le 11 mars 1935 à Boulogne-Billancourt et mort le 22 mars 2019 dans le 13e arrondissement de Paris,, est un géologue français.

## Biographie
Jean Dercourt obtient l'agrégation de sciences naturelles en 1958.
Le 15 avril 1991, il est élu membre de l'Académie des sciences dont il est secrétaire perpétuel, pour les sciences mathématiques et physiques, de 1996 à 2010.

## Travaux
Jean Dercourt a consacré son œuvre scientifique à la géologie des formations sédimentaires des chaînes de montagne édifiées depuis 250 millions d’années.

## Prix et distinctions
- Membre (1957) puis président de la Société géologique de France
- Membre de la Société belge de géologie (Bruxelles)
- Fellow de la Société américaine de géologie (Boulder, Colorado)
- Fellow de la Société bulgare de géologie (Sofia)
- Membre de l'Académie roumaine (Bucarest) (1995)
- Membre de l'Académie hongroise des sciences (Budapest)
- Membre (depuis 1989) puis vice-président (1992-1994) de l'Academia Europaea (Londres)
- Membre de l'Académie du Venezuela (1999)
- Membre de l'Académie Royale de Belgique (2005)
- Membre de l'Académie Hassan II des Sciences et Techniques (Maroc) (2006)
- Membre de la Reial Acadèmia de Ciències i Arts de Barcelona (2007)
- Prix Visquenel de la Société géologique de France (1966)
- Prix Gosselet (Prix de la Société industrielle du Nord de la France) (1966)
- Médaille Fourmarier (Société géologique de Belgique) (1968)
- Médaille d’argent du CNRS (1969)
- Prix Von Buch, Société géologique d’Allemagne (1996)
- Award international de l'American Association Petroleum Geology (1999)
- Docteur honoris causa de l'Université des Sciences de la Terre de Beijing (1992)
- Docteur honoris causa de l'Université de Sofia (1995)
- Docteur honoris causa de l’Université d’Athènes (1997)
- Docteur honoris causa de l'Institut catholique de Paris (2000)
- Commandeur de l'ordre national du Mérite
- Officier de la Légion d'honneur
- Chevalier de l'ordre des Palmes académiques

## Publications

### Livres
- Dercourt J., Ricou L.-E. et al., Evolution of the northern margin of the Tethys, Mém. Soc. Géol. France (1990) 154, 220 p.
- Dercourt J., Ricou L. E., Vrielynck B., Atlas Tethys Palaeoenvironmental maps Atlas and Explanatory Notes, Gauthier Villars éd. (1993), diffusion CGMW, Paris, 307 p., 14 maps
- Nairn A. G. M., Ricou L.-E., Vrieelynck B., Dercourt J., The ocean basis and margins The Tethys ocean, (1996) vol. 8, Plenum Press, 530 p.
- Dercourt J., Guétani M., Vrielynck B, Atlas Peri-Téthys and explainating notes (S Crasquin coord), CCGM (2000) éd., Paris, 268 p., 24 maps

### Ouvrages pédagogiques
- Aubouin J., Dercourt J., Labesse B., Manuel de travaux pratiques de cartographie, éd. Dunod (1970), 332 p.
- Dercourt J., Paquet J., Géologie. Objets et méthodes, Dunod (11e édition), 1995 à 2002, 404 p.
- Dercourt J., Géologie et géodynamique de la France (outremer et européenne), Dunod (2002, 3e édition) 230 p.